# Kollenwetering
De Kollenwetering of Kollensloot is een korte vaart in Nederland die de Grecht vanaf de Kollenbrug verbindt met de Nieuwkoopse plassen bij de sluis in Woerdense Verlaat. Hier loopt de N463 langs de bebouwing van het dorp. 